# Gmina Zavidovići
Gmina Zavidovići (boś. Općina Zavidovići) – gmina w Bośni i Hercegowinie, w kantonie zenicko-dobojskim. W 2013 roku liczyła 35 988 mieszkańców.